# Huracán Erika (2003)
El huracán Erika fue un huracán débil que azotó el extremo noreste de México cerca de la frontera Con Estados Unidos a mediados de agosto de la temporada de huracanes del Atlántico de 2003. Erika fue el octavo ciclón tropical, la quinta tormenta tropical y el tercer huracán de la temporada. Al principio, el Centro Nacional de Huracanes (NHC) operacionalmente no lo designó como huracán porque los datos iniciales sugerían vientos de 70 mph (115 km/h) en la intensidad máxima de Erika. No fue hasta que se analizaron datos posteriores que el Centro Nacional de Huracanes (NHC) los revisó a la intensidad de categoría 1 en la escala de huracanes de Saffir-Simpson. La tormenta se desarrolló a partir de un área no tropical de baja presión que se rastreó durante cinco días antes de desarrollarse en el este del Golfo de México el 14 de agosto. Bajo la influencia de un sistema de alta presión, Erika se movió rápidamente hacia el oeste y se fortaleció en condiciones favorables. Tocó tierra como huracán en el noreste de México el 16 de agosto y se disipó rápidamente tierra adentro.
Mientras la perturbación precursora de Erika se movía por Florida, cayeron fuertes lluvias. En el sur de Texas, Erika produjo vientos moderados de 50 a 60 mph (80 a 95 km/h) junto con lluvias ligeras, causando daños menores y aislados por viento en el estado. En el noreste de México, Erika produjo cantidades moderadas de lluvia, lo que provocó deslizamientos de tierra e inundaciones. Allí, dos personas murieron cuando su vehículo fue arrastrado por las inundaciones.

## Historia de la tormenta
Una débil área de baja presión se desprendió de un sistema frontal el 8 de agosto mientras se encontraba a 1850 km al este de las Bermudas. Se movió en dirección sureste, y el 9 de agosto, generó convección al pasar bajo el centro frío de un área de baja presión de nivel superior. La superficie de esa área y la de la parte superior se dirigieron al oeste volviéndose sobre un centro común, y para el día 11, la baja presión se desarrolló hasta llegar a nivel de depresión estando a 700 km al sur de las Bermudas. Al continuar el sistema rápidamente hacia el oeste, gran parte de la convección se mantuvo cerca del centro de la zona de baja presión, previniendo un futuro desarrollo de una circulación cerrada en la superficie. 
El 13 de agosto, mientras se encontraba cerca del noroeste de las Bahamas, un incremento sustancial de la convección dio como resultado que la zona de baja presión de nivel superior se estableciera hacia abajo en dirección de la parte media de la tropósfera, coincidiendo con el desarrollo de un anticiclón en el nivel superior.
Una circulación cerrada de bajo nivel se desarrolló el 14 de agosto al este de Key Largo, Florida, pero se debilitó debido a las profundas convecciones que permanecían al norte sobre el centro del nivel medio. La tormenta de nivel medio continuó en dirección oeste moviéndose a través de la Florida. Después de cruzar la Florida, los cazadores de huracanes señalaron una circulación con poca definición, pero con vientos excediendo la fuerza de una tormenta tropical, y el sistema recibió el nombre de Erika en la tarde del 14 de agosto al encontrarse a 135 km al oeste de Fort Myers.

Imagen de Erika tocando tierra al noreste de México. (NEXRAD).

Con un flujo bien establecido y cizalladuras de nivel inferior, Erika tomó fuerza al definirse mejor su circulación. Un sistema de alta presión se mantuvo sobre la parte sur-central de los Estados Unidos, forzando a la tormenta a tomar rumbo sur a 40 km/h. El 15 de agosto, la convección se organizó formando bandas de lluvia, y mientras que los vientos alcanzaban fuerza de huracán, un ojo se desarrolló dentro de la tormenta. Erika giró en dirección oeste-sureste el 16 de agosto, y obtuvo estatus de huracán justo antes de tocar tierra cerca de Boca San Rafael, Tamaulipas, al noreste de México, cerca de 70 km al sur de la frontera con Estados Unidos. La tormenta se debilitó rápidamente sobre la Sierra Madre Oriental, y se disipó en la mañana del 17 de agosto. La circulación de nivel medio se mantuvo íntegro al cruza México, y llevó a la formación de un disturbio tropical después de entrar al golfo de California el 18 de agosto. Giró al noroeste y se debilitó el 20 de agosto.
Operacionalmente, Erika nunca obtuvo nivel de huracán. Debido a la persistente característica del ojo registrada en el radar, y vientos superficiales estimados por el radar climatológico Doppler de 120 km/h, el Centro Nacional de Huracanes le otorgó ese nivel en forma póstuma.

## Preparaciones

La tormenta tropical Erika se aproxima a México el 15 de agosto

La amenaza de un ataque violento de Erika urgió a la evacuación en 51 plataformas petroleras y en 3 torres de perforación al oeste del golfo de México. La falta de producción llevó a una pérdida en la producción de 8708 barriles de petróleo por día y 173.14 millones de pies cúbicos de gas natural por día. El día que tocó tierra, la falta de producción llevó a un faltante de otros 1979 barriles de petróleo por día, cerca de 0.12 % del total de la producción diaria en el golfo de México, mientras que la pérdida de 32 millones de pies cúbicos de gas al día fue el equivalente al 0.23 % del total de la producción. Sin embargo, debido a su rápido avance, el paso de la tormenta tuvo efectos mínimos en las operaciones. Mientras la tormenta se encontraba al este del golfo de México el 15 de agosto, el Centro Nacional de Huracanes publicó una aviso de huracán y una advertencia de tormenta tropical desde Brownsville, hasta Baffin Bay en Texas. 
El centro también recomendó emitir un aviso de huracán desde Soto la Marina, Tamaulipas hasta la frontera internacional. Más tarde, ese mismo día, cuando el fortalecimiento estaba en curso, un aviso de huracán fue lanzado o recomendado desde La Pesca en México hasta Baffin Bay en Texas, aunque los avisos del sur de Texas fueron removidos cuando se dio un mayor movimiento al sur. Solo un mes después de que el huracán Claudette causara millones de dólares en daños en el sur de Texas, el rápido avance de Erika tomó a la población por sorpresa ya que fue predicho que tocara tierra cerca de Brownsville. Los ciudadanos y dueños de negocios protegieron sus pertenencias para la tormenta cubriendo puertas y ventanas. Cerca de 10 000 personas evacuaron el noreste de México debido al riesgo de inundación, incluyendo 2000 en Matamoros.

## Impacto

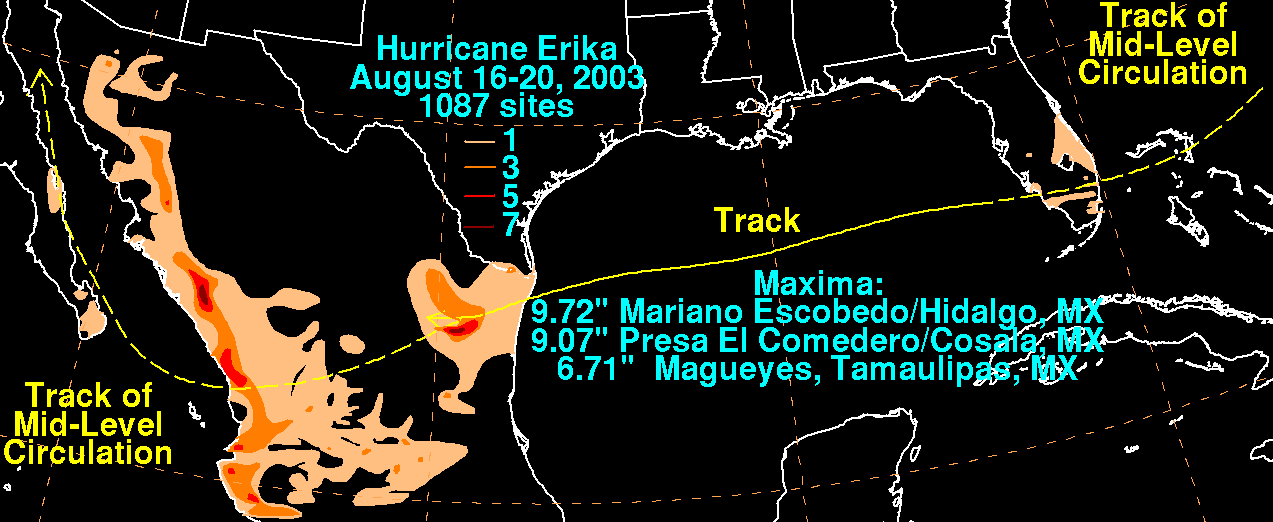
Datos sobre la precipitación causada por Erika.

El disturbio que antecedió a Erika tuvo la expectativa de traer fuertes, pero necesarias precipitaciones sobre las Bahamas Dejó fuertes lluvias al moverse a través de la Florida, incluyendo el Condado Indian River, y produjo olas de entre 1.8 y 2.4 m con ráfagas de vientos moderados. Erika produjo lluvias ligeras a través del sur de Texas, alcanzando 97 mm en el Sabinal, Texas, aunque la mayoría de las localidades reportaron menos de 50 mm de precipitación. En añadidura, el radar meteorológico estimó acumulaciones aisladas de entre 100 y 150 mm en los condados de Kenedy, y Brooks en Texas. Los vientos sostenidos de Erika en el sur de Texas alcanzaron los 62 km/h en Brownsville, donde también fue registrada una ráfaga de 75 km/h.
Fuertes marejadas fueron registradas al norte de Corpus Christi. La tormenta causó inundaciones menores y erosión en la playa a lo largo de la South Padre Island. Fuertes ráfagas de viento de 95 km/h causaron daños menores aunque aislados al sur de Texas, incluyendo South Padre Island, donde los vientos dañaron los techos de los negocios. Los vientos también arrancaron un árbol grande y causaron daños a los miembros de muchos árboles de diferentes tamaños en Brownsville. En Texas, los daños alcanzaron 10 000 dólares de 2003 (11 000 2006 USD).
En México, el huracán Erika afectó principalmente a los estados de Tamaulipas y Nuevo León, pero también tuvo efectos en Coahuila. Las lluvias alcanzaron los 170.5 mm en Magueyes, Tamaulipas. Otras tantas localidades reportaron 76 mm, incluyendo 102 mm en Cerro Prieto, la cual fue la máxima cantidad registrada en el estado de Nuevo León, y 86.8 mm en Monterrey, donde 30 personas sufrieron lesiones. Los vientos sostenidos alcanzaron 65 km/h en San Fernando, donde también se reportó una ráfaga de 105 km/h. Las fuertes lluvias dieron como resultado severas inundaciones y avalanchas de lodo, bloqueando varias autopistas del noreste de México. En Matamoros, la tormenta causó daños a techos y a automóviles. Vientos moderados desprendieron las ramas de tres árboles y esparcieron escombros a través de caminos, aunque se consideró localmente como una tormenta menor. En la ciudad neolonesa de Montemorelos, dos personas murieron cuando fueron arrastradas por la corriente al manejar sobre un puente que se encontraba parcialmente inundado. En total, en todo México, 20,000 personas fueron dejadas sin electricidad debido a la tormenta. Los remanentes produjeron fuertes precipitaciones al oeste de México en la península de Baja California.